# FK Lviv
A FK Lviv (ukrán betűkkel Львів, magyar átírásban Futbolnij klub Lviv) ukrán labdarúgócsapat Lvivben, Ukrajnában. A hazai mérkőzéseket 2018-tól az Aréna Lvivben játsszák.

## Jelenlegi keret
2018. szeptember 3-i állapotnak megfelelően.
| #  |     | Poszt | Név                                       |
| -- | --- | ----- | ----------------------------------------- |
| 2  | BRA | V     | Lucas Taylor (kölcsönben a Palmeiras-tól) |
| 3  | UKR | V     | Volodimir Adamjuk                         |
| 5  | UKR | V     | Vladiszlav Prijmak                        |
| 6  | UKR | KP    | Makszim Kalencsuk                         |
| 9  | BRA | CS    | Bruno Duarte                              |
| 7  | UKR | CS    | Szerhij Petrov                            |
| 10 | UKR | CS    | Szerhij Kiszlenko                         |
| 11 | BRA | CS    | Guilherme Panambi                         |
| 15 | UKR | V     | Vaszil Bilij                              |
| 17 | UKR | KP    | Vadim Jancsak                             |
| 18 | UKR | KP    | Vitalij Mikitin                           |
| 19 | BRA | KP    | Augusto                                   |
| 20 | BRA | CS    | Henrique                                  |
| 22 | UKR | KP    | Rosztiszlav Volosinovics                  |
| 23 | UKR | K     | Bohdan Szarnavszkij                       |

| #  |     | Poszt | Név                   |
| -- | --- | ----- | --------------------- |
| 30 | BRA | KP    | Jonatan Lima          |
| 31 | UKR | K     | Olekszandr Bandura () |
| 33 | UKR | V     | Szerhij Borzenko      |
| 39 | UKR | V     | Szemen Dacenko        |
| 43 | UKR | V     | Artur Zapadnya        |
| 44 | UKR | V     | Jurij Putras          |
| 55 | UKR | V     | Volodimir Domnyicak   |
| 67 | UKR | V     | Vadim Paramonov       |
| 74 | BRA | KP    | Marthã                |
| 77 | UKR | V     | Szerhij Voronyin      |
| 91 | UKR | V     | Olekszandr Holikov    |
| 95 | BRA | CS    | Julio Cesar           |
| 96 | BRA | KP    | Rafael Sabino         |
| 99 | UKR | K     | Bohdan Druz           |

## Külső hivatkozások
- A Lviv hivatalos oldala (oroszul)